# Cryptococcus
Cryptococcus, del griego clasico κρυπτός (kruptós), "oculto", y κόκκος (kókkos), "esfera", es un género de hongo, conocidos en español como criptococos. Las especies crecen en cultivo como levaduras. Las formas perfectas (sexuales) o teleomorfas de las especies de Cryptococcus son hongos filamentosos en el género Filobasidiella. El nombre  Cryptococcus se usa al referirse a las formas imperfectas (estado de levadura) del hongo.

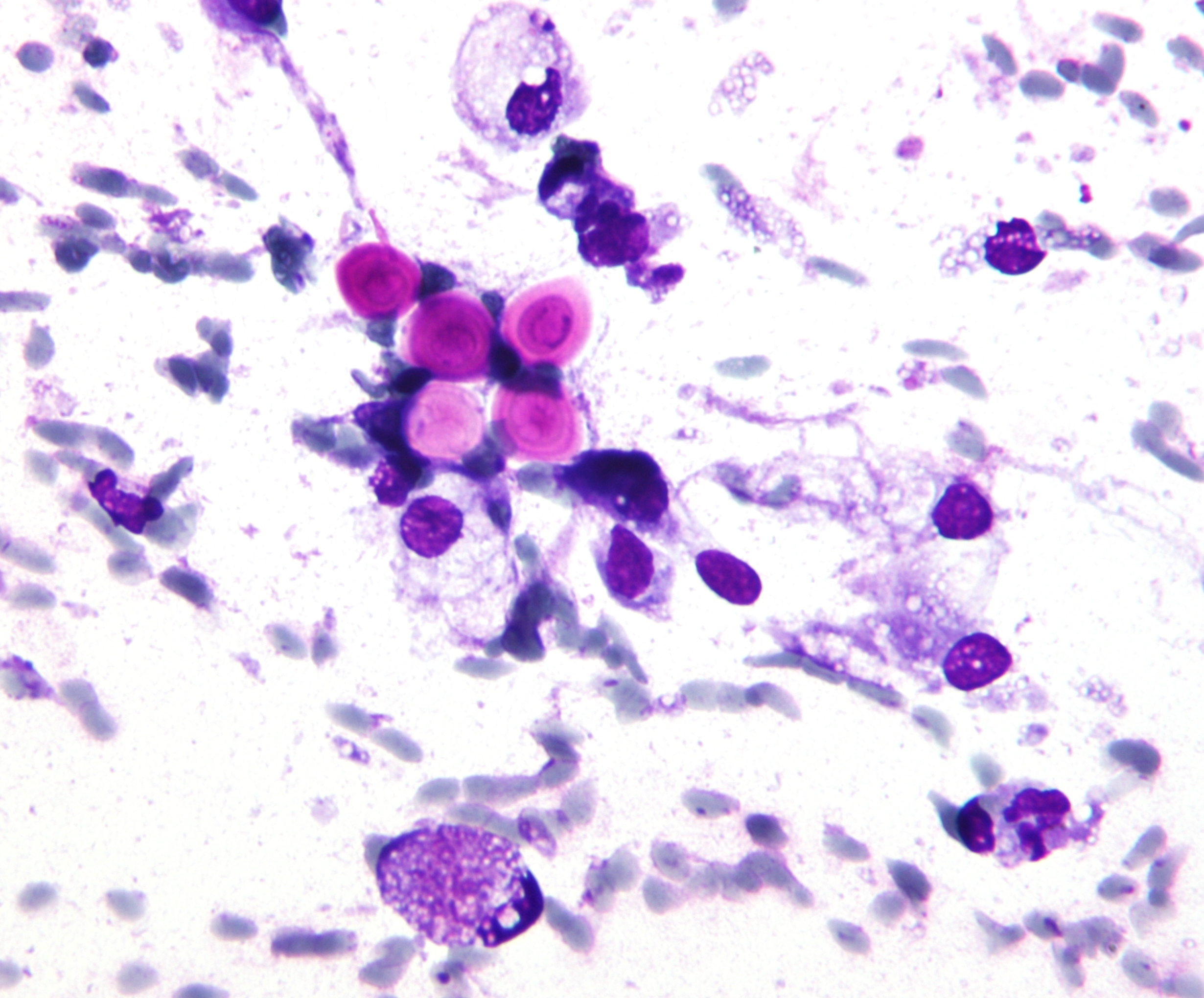
Tinción que muestra especies de Cryptococcus en tejido pulmonar

Cryptococcus neoformans es la especie más importante desde el punto de vista médico. Es conocido por causar una severa forma de meningitis y meningo-encefalitis en personas con HIV/SIDA.
Hay alrededor de 37 especies reconocidas de Cryptococcus, pero la taxonomía del grupo está siendo corrientemente revaluada con métodos actualizados

## Sistemática
- Cryptococcus diffluens (Zach) Lodder & Kreger-van Rij;
- Cryptococcus dimennae Fell & Phaff;
- Cryptococcus flavus (Saito) Á. Fonseca, Boekhout & Fell;
- Cryptococcus gastricus Reiersöl & di Menna;
- Cryptococcus gattii (Vanbreus. & Takashio) Kwon-Chung & Boekhout;
- Cryptococcus laurentii (Kuff.) C.E. Skinner;
- Cryptococcus luteolus (Saito) C.E. Skinner;
- Cryptococcus macerans (Freder.) Phaff & Fell;
- Cryptococcus magnus (Lodder & Kreger-van Rij) Baptist & Kurtzman;
- Cryptococcus neoformans (San Felice) Vuill.;
- Cryptococcus oeirensis Á. Fonseca, Scorzetti & Fell;
- Cryptococcus podzolicus (Babeva & Reshetova) Golubev;
- Cryptococcus skinneri Phaff & Carmo Souza;
- Cryptococcus terreus Di Menna;
- Cryptococcus victoriae M.J. Montes et al.